# Синови анархије
Синови анархије (енгл. Sons of Anarchy) је америчка криминалистичка телевизијска серија коју је креирао Карт Сатер која се приказивала од 2008. до 2014. Прати животе чланова прогнаног бајкерског клуба у Шармингу, измишљеном градићу у калифорнијској Централној долини. У серији глуми Чарли Ханам као Џексон "Џекс" Телер, који је иницијално потпредседник па затим председник клуба наслеђујући свог очуха и председника, Клеја Морова, који је остао без чина након покренутог гласања у клубу. Ускоро почиње да доводи у питање клуб и самог себе. Братство, оданост и освета су константне теме.
Премијера Синова анархије је била 3. септембра 2008 на кабловској мрежи FX. Трећа сезона серија је привукла у просеку 4,9 милиона гледалаца, чинећи је FX-овом најбоље оцењеном серијом престижући њене остале хитове Прљава значка (енгл. The Shield), Режи ме (енгл. Nip/Tuck) и Rescue Me. Премијере четврте и пете сезоне су два најбоља оцењена приказивања у FX-овој историји. 9. децембра 2014, серијал се завршио након што је креатор Карт Сатер осетио да је седам сезона довољно и желео је да се Синови анархије заврше у бљеску победе.
Шеста сезона се приказивала од 10. септембра 2013. до 10. децембра 2013. године. Седма и последња сезона је почела 9. септембра 2014. Последња епизода серије је приказана 9. децембра 2014.
Ова серија је истраживала одметнике, државну корупцију и расизам и приказала одметнути бајкерски клуб као аналогију за људску трансформацију. Дејвид Лабрава, стварни члан Окландског одсека Hells Angels је радио као технички саветник и притом је играо једног од главних ликова, Хепија Лоумана, клубског убицу.
У новембру 2013, Сатер је наговестио да је у разговорима са FX да направе Синове анархије чија ће радња бити смештена у 1960-им годинама. У фебруару 2015, рекао је да неће радити на наставку, који ће се највероватније звати The First 9. У новембру 2016, FX је најавио развој сличне серије Мајански бајкери чија радња ће бити центрирана око латино културе.

## Радња серије
Свака сезона се састојала од паралелних прича које се преплићу и преклапају имајући у центру лични и породични живот Џексона "Џекс" Телера кога је глумио Чарли Ханам и SAMCRO (Sons of Anarchy Motorcycle Club, Redwood Original). SAMCRO је умешан у кријумчарење ватреног оружја у западним САД и пословима са супарничким бандама, политичарима и властима. Као потпредседник и касније председник SAMCRO, Џекс се бори да задржи власт над клубом и да се испоштује наслеђе његовог оснивача, његовог оца Џона Телера. SAMCRO је речено да имитира Hells Angels Motorcycle Club; серија обухвата и појављивање неколико специјалних гостију: Дејвида Лабраве (Хепи), Чака Зито (Френки Дајмондс), Расти Коунс (Квин) и Сони Баргер (Лени "Макро" Јановиц) који су заиста чланови Hells Angels.

### Прва сезона (2008)
Серија почиње уништењем магацина којег клуб користи да складишти и саставља ватрено оружје што представља њихов главни извор прихода, од стране супарничког бајкерског клуба. Одмах након тога трудна Џексова бивша жена се предозирала метафетамином. Хитан царски рез је извршен и њихов син Абел је рођен десет недеља раније. Џекс проналази мемоаре свог оца када посећује оставу да узме неке старе ствари за бебу. Џон Телер, Џексов отац, је један од основача SAMCRO, и књига описује његова искушења и наде за клуб. Џексова мајка, Гема Телер-Моров је сада удата за председника SAMCRO, Клеја Морова. Џексов најбољи пријатељ Оупи је управо пуштен из затвора због одслужене казне повезане са криминалом у клубу. Прва сезона се бави са Џексовим покушајима да повеже ствари које се дешавају у клубу са оним што чита у очевим мемоарима, Оупи покушава да има што мању улогу у клубу и локалну и федералну полицију која покушава да угаси SAMCRO.

### Друга сезона (2009)
Бели сепаратисти названи League of American Nationalists (LOAN) стижу у Шарминг. Вођа LAN Итан Зоебел и Зоебелов спроводилац, Еј-Џи Вестон намеравају да отерају Синове анархије из Шарминга. Како би послао поруку SAMCRO, Зоебел организује Гемину отмицу и групно силовање од стране Вестона и још двојице. Због неадекватног решења интерног проблема, процеп између Клеја и Џекса наставља да се шири након што Џекс доводи у питање већину Клејових одлука и долази до врхунца када бомба постављена у ауто тешко рањава члана SAMCRO. У другој сезони се може видети борба SAMCRO и LOAN за превласт у Шармингу, даље раздвајање Џекса и Клеја у њиховој визији за клуб и избегавање свеприсутне претње Управе за алкохол, цигарете, ватрено оружје и експлозиве (ATF).

### Трећа сезона (2010)
Гема се крије у Роуџ Риверу (Орегон) са Тигом у кући Геминог оца, Нејта (Хал Холбрук) који је дементан. Гема се бори са одлуком да одведе Нејта у старачки дом и он моли да се врати својој кући. Она се враћа у Шарминг свом унуку, несвесна да је отет. Повратак агента ATF Стала изврће чињенице о убиству Доне, Стал покушава да се договори са Џексом иза леђа клуба. Оца Келана Ешби сестра, Маурен, контактира Гему на Ешбијев захтев и говори јој да је Абел сигуран у Белфасту. Након сазнања о отмици унука, Гема доживљава срчану аритмију и онесвешћује се на плацу Телер-Морова. Након повратка клуба из Ирске и довођења кући Абела, агент Стал је преварио Џекса и говори клубу о договору иза леђа са њом, несвесна да је Џекс са клубом унапред испланирао све знајући да Стал неће испоштовати договор. Џекс, Клеј, Боби, Тиг, Ђус и Хепи су ухапшени и одведени у затвор, док су Оупи, Чибс и Проспектс за леђима Сталовој. Оупи убија Сталову како би осветио смрт његове жене, Доне.

### Четврта сезона (2011)
Притворени SAMCRO чланови излазе из затвора након њиховог задржавања од четрнаест месеци и упознају се са поручником Елијем Росвелтом из Сан Жоуакиновог Шерифовог одељења, новог органа реда у Шармингу. Такође откривају да је Хал постао градоначелник. Адвокат Линколн Потер тражи помоћ од поручника Росвелта како би подигао RICO (Racketeer Influenced and Corrupt Organizations Act) оптужницу против SAMCRO.

### Пета сезона (2012)
Као одмазду за смрт Веронике Поуп (Леројова девојка, која је такође била ћерка Оукландског моћника Дејмона Поупа), Niners нападају из заседе SAMCRO за време истовара камионске пошиљке. Са смрћу Пинија Винстона и ескалирајућим конфликтом између Niners и SAMCRO, уз неколико кућних провала чије су мете били људи повезани са клубом, Џекс је присиљен да се састане са Дејмондом Поуп, да би се супротставили новој претњи са којом SAMCRO до сада није имао додира.

### Шеста сезона (2013)
Након хапшења Таре и Клеја, Џекс се мучи да очува SAMCRO док је Тара притворена. Торик прилази и Тари и Клеју нудећи им договор ако издају SAMCRO; обоје иницијално одбијају али Клеј касније попушта када му је запрећено да ће бити избачен у главни део затвора и готово сигурно бити убијен од стране затвореника које су потплатили људи Дејмона Поупа као освету за Поупово убиство. Ђус се враћа у Шарминг након што помаже Бобију да се пресели након оставке на место потпредседника, што је разбеснело Чибса који верује да Ђус није довољно кажњен због причања полицији и касније га пребија. Са растућом романсом између Геме и Нера, смрти Клеја Морова и Таре, ситуација се драстично мења и клуб се окреће ка мрачнијем правцу.

### Седма сезона (2014)
Џекс се бори са свежим губицима и предаје се властима. Док је у затвору, Џекс доноси одлуке које радикално мењају правац клуба и користи их за освету. Још једна смрт члана клуба долива уље на ватру мржње и лажи коју су створили Гема и Ђус, који беже и крију се од клуба. Након што Џекс сазнаје истину, ради на томе да исправи ствари са свим странама укљученим. Серија се завршава са Џексовим крајњим жртвовањем како би завршио његов део приче SAMCRO и испунио очеву визију.

## Глумци и ликови
Синови анарије је била прича о Телер-Мороу породици из Шарминга (Калифорнија) као и о осталим члановима Sons of Anarchy Motorcycle Club, Redwood Original (SAMCRO), разним становницима Шарминга, пријатељским и супротстављеним бандама, сарадницима и државних агенција које раде против или подржавају SAMCRO легалне и илегалне послове.

### Главни ликови
| Лик                     | Глумац           | Сезоне          | Сезоне       | Сезоне       | Сезоне          | Сезоне          | Сезоне          | Сезоне |
| Лик                     | Глумац           | 1               | 2            | 3            | 4               | 5               | 6               | 7      |
| ----------------------- | ---------------- | --------------- | ------------ | ------------ | --------------- | --------------- | --------------- | ------ |
| Џекс Телер              | Чарли Ханам      | Главни          | Главни       | Главни       | Главни          | Главни          | Главни          | Главни |
| Гема Телер-Мороу        | Кејти Сагал      | Главни          | Главни       | Главни       | Главни          | Главни          | Главни          | Главни |
| Боби Мансон             | Марк Боун Јуниор | Главни          | Главни       | Главни       | Главни          | Главни          | Главни          | Главни |
| Алекс "Тиг" Трагер      | Ким Коутс        | Главни          | Главни       | Главни       | Главни          | Главни          | Главни          | Главни |
| Филип "Чибс" Телфорд    | Томи Фланаган    | Главни          | Главни       | Главни       | Главни          | Главни          | Главни          | Главни |
| Кип "Халф-сек" Епс      | Џони Луис        | Главни          | Главни       |              |                 |                 |                 |        |
| Тара Навлс              | Меги Сиф         | Главни          | Главни       | Главни       | Главни          | Главни          | Главни          |        |
| Кларенс "Клеј" Мороу    | Рон Перлман      | Главни          | Главни       | Главни       | Главни          | Главни          | Главни          |        |
| Уопи Винстон            | Рајан Херст      | Појављује се    | Главни       | Главни       | Главни          | Главни          |                 |        |
| Пини Винстон            | Вилијем Лакинг   | Појављује се    | Главни       | Главни       | Главни          |                 |                 |        |
| Хуан Карлос "Ђус" Ортиз | Тео Роси         | Појављује се    | Главни       | Главни       | Главни          | Главни          | Главни          | Главни |
| Вејн Ансер              | Дејтон Кали      | Појављује се    | Појављује се | Главни       | Главни          | Главни          | Главни          | Главни |
| Венди Кејс              | Дре де Матео     | Специјалан гост |              |              | Специјалан гост | Специјалан гост | Специјалан гост | Главни |
| Хепи                    | Дејвид Лабрава   | Гост            | Гост         | Појављује се | Појављује се    | Појављује се    | Појављује се    | Главни |
| Ретбој                  | Нико Никотера    |                 |              |              | Појављује се    | Појављује се    | Појављује се    | Главни |
| Неро                    | Џими Смитс       |                 |              |              |                 | Специјалан гост | Глуми           | Глуми  |

## Елементи

### Концепт
Синови анархије (SoA) су одметнути бајкерски клуб са много филијала широм Сједињених Америчких Држава као и преко океана. Серија се усредсредила на оригиналну и матичну филијалу, Sons of Anarchy Motorcycle Club, Redwood Original, чешће алудирано на скраћеницу SAMCRO или Сем Кроу, који се налази у округу Сен Жоаукин (Калифорнија) у измишљеном градићу Шарминг, који се наводно налази близу Стоктона, поред аутомеханичарске радионице Телер-Мороу породице. Надимак се одразио на првобитни назив серије Forever Sam Crow. Вођен од стране председника Клеја Морова, клуб "штити" и контролише Шарминг кроз блиске односе у заједници, подмићивањем и насилном изнудом. У раним сезонама жестоки су противници "тешких" дрога и дилера дроге у Шармингу. Такође не толеришу сексуалне преступнике. Руководиоци клуба су присталице ИРА (Ирска републиканска армија).

### ОсновачиSAMCRO
Џон Телер и Пјермонт "Пини" Винстон су заједно основали SAMCRO 1967. године по повратку из Вијетнамског рата. Када Џонова жена Гема остане трудна са њиховим првим сином, Џексом, и другим сином, Томасом, они се насељавају у Гемин родни град Шарминг.

### Возила
Синови анархије возе преправљене Harley-Davidson Dina мотоцикле. Сваки моториста прилагођава свој мотоцикл по свом индивидуалном стилу; сви фарбају мотоцикле у црно и преправљају корман у спортски Т-шипка стил.
Џекс је виђен неколико пута у серији како вози сребрног Dodge Ram 1500. Његова мајка (Гема Телер-Мороу) углавном вози Кадилак XLR-V и Escalade. Касније, у шестој сезони, она је виђена у Lincoln Navigator (сви су офарбани у црно).

### Активности
Неки чланови имају свакодневни посао у локалној индустрији; већина ради у Телер-Мороу гаражи као механичари, али примарни извор прихода им представља илегални увоз оружја и продаја разним бандама, такође штите локална предузећа од изнуде.
Током четврте сезоне почињу да шверцују кокаин за Галиндо картел у размену за новац и заштиту. У каснијим сезонама управљају порно студијом и агенцијом за пратње, легално.

### Имовина SAMCRO
У премијери серије, Маyans су запалили постројење које је SAMCRO користио за складиштење и састављање оружја, приморајући клуб да купи земљу и подигне друго постројење. База клуба, описана изнад, се састоји од простора за живот са неколико соба (где чланови понекад преноће), потпуно оперативан шанк, сто за билијар, кухиња, теретана и "капелу" - сто за конференцију који има урезан лого јахача смрти, где се означени чланови окупљају да дисктују о пословима клуба и да гласају о великим одлукама.

## Продукција

### Екипа
Серију је креирао Карт Сатер. Сатер је такође био извршни продуцент, најзначајнији писац сценарија и обичан продуцент; режирао је свако финале сезоне. Сатер је претходно радио као извршни продуцент за FX серију "Прљава значка". Остали извршни продуценти Синова анархије су били отац и син - Арт Линсон и Џон Линсон; Џим Париот је радио као извршни продуцент и писац само за прву сезону.

## Епизоде
| Сезона | Број епизода | Први приказ         | Последњи приказ    | Гледаоци (у милионима) |
| ------ | ------------ | ------------------- | ------------------ | ---------------------- |
| 1      | 13           | 3. септембар 2008.  | 26. новембар 2008. | 2.21                   |
| 2      | 13           | 8. септембар 2009.  | 1. децембар 2009.  | 3.67                   |
| 3      | 13           | 7. септембар 2010.  | 30. новембар 2010. | Нема података          |
| 4      | 14           | 6. септембар 2011.  | 6. децембар 2011.  | 5.45                   |
| 5      | 13           | 11. септембар 2012. | 4. децембар 2012.  | Нема података          |
| 6      | 13           | 10. септембар 2013. | 10. децембар 2013. | 7.48                   |
| 7      | 13           | 9. септембар 2014.  | 9. децембар 2014.  | 4.60                   |

## Пријем

### Критички пријем
Синови анархије су добили веома пожељне рецензије за време приказивања серије, са честим издвајањем учинка Кејти Сагал. На сајту за агрегатно оцењивање филмова и серија Метакритик, прва сезона је добила оцену 68/100, друга сезона је добила 86/100, трећа сезона је добила 84/100, четврта сезона је добила 81/100, пета сезона је добила 72/100 и последња, шеста сезона је добила 74/100.

## Приказивање
Премијера Синова анархије је била у Аустралији на Showcase каналу 2009. док се на Новом Зеланду појавила на TV3 каналу 20. октобра 2010 и тада је најављено да се серија сели на Box канал. Премијера серије у Уједињеном краљевству је била 2009. на каналу 5 USA и приказивала се на том каналу до краја шесте сезоне. У Републици Ирској, серија је приказивала на RTÉ Two од 2009. Канадска премијера је била 20. октобра 2008. на Super Channel.
Серија је била доступна на Нетфликс платформи од 2011. али су све сезоне уклоњене са Нетфликса 1. децембра 2018.